# Liege Lord
Liege Lord — американская спид/пауэр-метал-группа, образованная в 1982 году и являющаяся одним из первопроходцев жанра. За свою историю группа выпустила три полноформатных альбома.

## История группы
Первоначально группа представляла собой трио — Мэтт Винчи (бас), Тони Трульо (гитара, вокал) и Фрэнк Кортезе (ударные) — под названием Deceiver и исполняла хиты таких групп, как Iron Maiden и Judas Priest. Вскоре к ним присоединились Энди Мишо (вокал) и Пит МакКарти (гитара).
В 1985 году группа выпустила дебютный альбом Freedom’s Rise на французском лейбле Black Dragon, став одним из основателей пауэр-метал.
В 1987 году, после некоторых изменений в составе, Liege Lord записала второй альбом — Burn to My Touch, в котором проявилось влияние трэш-метала. Коллектив обрёл известность, выступая на одной сцене с такими группами, как Fates Warning, Chastain, Avenger, Sacred Reich, Raven, Anvil, Overkill, Megadeth, Exodus, Malice, Anthrax и др.
В период с 22 марта по 11 апреля 1988 года был записан альбом Master Control, который вышел на Metal Blade Records. В 1990 году группа распалась.
Позднее, Джо Комю играл в составе трэш-метал-групп Annihilator (вокал) и Overkill (гитара), а Пол Нельсон получил Грэмми как гитарист и автор песен.
В 2000 году, после долгого молчания, Liege Lord выступили на крупнейшем метал-фестивале Wacken Open Air.
В августе 2012 году группа Liege Lord воссоединилась, чтобы выступить в качестве хедлайнера на традиционном хеви-метал-фестивале Keep It True XVI, проходившем 19—20 апреля 2013 года в Лауда-Кёнигсхофене (Германия).

## Состав
- Джо Комю — вокал
- Пол Нельсон — гитара
- Мэтт Винчи — бас
- Фрэнк Кортезе — ударные
- Тони Трульо — гитара

### Бывшие участники
- Энди Мишо — вокал
- Пит МакКарти — гитара
- Карло Москардини — бас

## Дискография

### Альбомы
- Freedom's Rise — (1985)
- Burn to My Touch — (1987)
- Master Control — (1988)

### Демо,синглы
- Demo — (1985)
- The Prodigy / Demo Album (EP) — (1985)
- Warrior's Farewell (Single) — (1987)
- Black Lit Lights (Single) — (1987)